# Adamitik

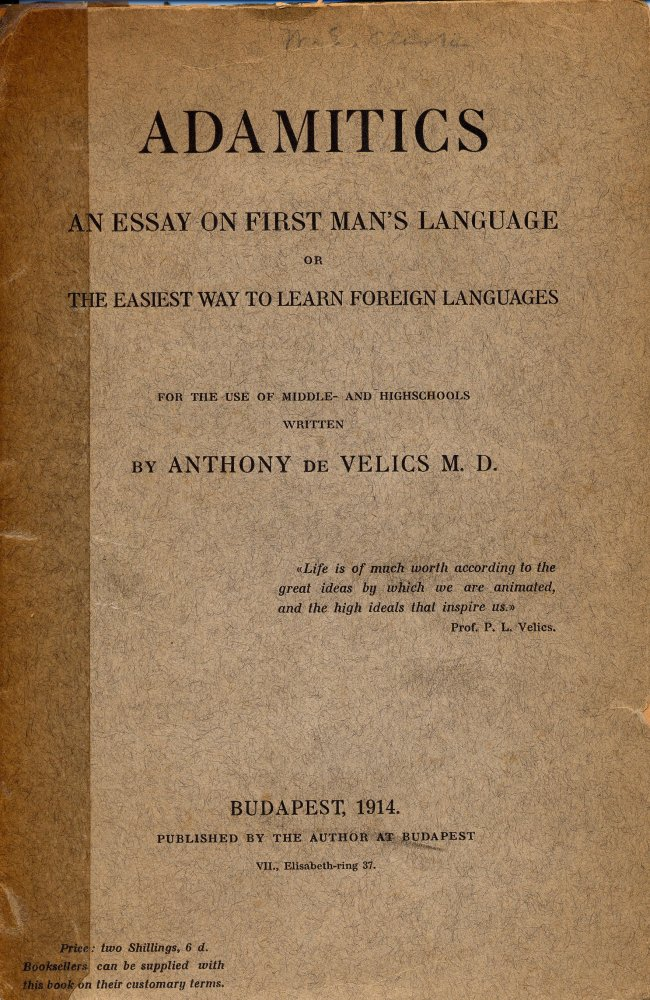
Okładka książki Adamitics z 1914 roku

Adamitik – międzynarodowy sztuczny język opracowany na bazie języka węgierskiego około 1909 roku przez węgierskiego lekarza Antala Velicsa. 
Velics opublikował w Budapeszcie w 1914 roku pracę w języku angielskim pt. Adamitics. An essay of first man's language or easiest way to learn foreign languages, w której przedstawił swoje lingwistyczne teorie. Jego nazwa odnosi się do przeświadczenia, że język węgierski był ojczystym dla pierwszego człowieka, tj. Adama. Dzisiaj praktycznie jest on nieużywany.